# ۱۲۷ (قمری)
۱۲۷ (قمری)، صد و بیست و هفتمین سال در گاهشماری هجری قمری است. اول محرم این سال برابر با هفدهم اکتبر سال ۷۴۴ میلادی است.